# 艾文·斯特里克
艾文·斯特里克（1950年8月15日—2010年9月28日）是一名意大利高山滑雪运动员，参加过1972年冬季奥林匹克运动会以及1976年冬季奥林匹克运动会。
斯特里克因其充满活力的风格而被戏称为卡瓦洛·帕佐（Cavallo pazzo，意大利语中意为「疯狂的马」）。斯特里克是继卡尔·施兰茨和让-克洛德·基利之后第一位夺得高山滑雪所有三个项目（滑降，大曲道和回转）冠军的滑雪运动员。
斯特里克对中国滑雪运动的发展做出了重大贡献，新疆丝绸之路国际滑雪场的一条雪道就被命名为艾文大道。

## 职业生涯
艾文·斯特里克出生于奥地利，五岁时随家人移居到意大利的布雷萨诺内。
1967年，斯特里克参加了科莱伊萨尔科的第一场少年滑雪比赛，获得了亚军。第二年，他赢得了布雷萨诺内的滑雪比赛“Stadtlerrennen”，取得了所有项目的冠军。后来，他在斯特尔维奥滑雪场第一次受伤。
1969年，斯特里克加入意大利国家滑雪队，并在世界杯上首次亮相，1972年，他获得了生涯第一个大满贯。同年，斯特里克没能完成在日本札幌举行的第十一届冬季奥运会高山滑雪回转比赛。
1973年3月24日，斯特里克获得了生涯第一个高山滑雪世界杯奖牌——美国天堂谷大回转比赛的银牌。1974年1月7日，他在德国西部的贝希特斯加登滑雪场获得了杯赛生涯的第二个也是最后一个奖牌。
1974年，他在圣莫里茨参加了高山滑雪世界锦标赛，在大回转比赛中排名第6，但随后再次严重摔倒，并在布雷萨内的医院接受了手术。1976年，他参加了1976年在因斯布鲁克举行的第十二届冬季奥林匹克运动会，但由于滑降项目失败退出比赛。1977年，他试图重返赛场，但在1978年，他决定退役。
在他的职业生涯中，获得了高山滑雪三个项目的冠军。
斯特里克在意大利国家队的几年里，他还研究滑雪装备的技术，多项发明应用于高山滑雪：在回转滑雪板上使用钩尖以防止攻击（“Geierschnäbel”）、空气动力学头盔和回转头盔。

## 退役后活动
1979年，斯特里克退役。退役后，斯特里克致力于高山滑雪的推广，同时也是国际雪联的“大使”。斯特里克成立专项基金，来帮助那些由于比赛受伤，需要经济支持的滑雪运动员。他还在多个领域经商，包括出租滑雪板和自行车，举办冬季集市，并推动高山滑雪运动在中国和俄罗斯的普及。
艾文·斯特里克在中国开展义务的资源共享，为刚刚起步的中国滑雪运动传授意大利先进的运动技术、装备技术以及运营理念，走遍了中国各大滑雪场，还邀请中国滑雪经营者赴欧洲学习交流。这不仅使滑雪场扭亏为盈，还落实了雪道的国际认证，完善了安全防护以及经营系统，引进了专业的造雪、压雪设备。2010年5月，艾文正式成为丝绸之路国际滑雪场的高级顾问。
在60岁生日和最后一次中国之行后不久，2010年9月25日，斯特里克因脑瘤去世，享年60岁。

## 荣誉
最有价值的运动员——铜牌

## 纪念
艾文·斯特里克去世后，斯特里克的家乡南蒂罗尔省组织了一支团队，推进斯特里克未完成的项目落地。斯特里克的骨灰被妻子琳达放置在他收获的第一尊冠军奖杯中。
现在的丝绸之路国际滑雪场上，位于场地中央、非常陡峭且宽阔的一条黑道（高级道）被命名为"艾文大道"，被认为是全中国最有魅力的雪道之一。滑雪场的山顶木屋被命名为"艾文咖啡屋"，滑雪场内还立起了两座艾文雕像。

## 高山滑雪世界杯成绩
奖牌：
| 日期          | 地点         | 项目   | 名次 |
| ------------- | ------------ | ------ | ---- |
| 1974年1月7日  | 贝希特斯加登 | 大回转 | 3    |
| 1973年3月24日 | 天堂谷       | 大回转 | 2    |